# 杜善学
杜善学（1956年2月—），男，山西临猗人，中华人民共和国政治人物。山西大学研究生学历，哲学硕士学位。曾任中共山西省委常委、山西省人民政府副省长。

## 生平
1975年3月加入中国共产党。1976年6月参加工作。1982年毕业于山西财经大学会计专业。1993年2月，任山西省财政厅副厅长。2000年毕业于山西大学。2003年，任中共长治市委副书记、代市长、市长。2008年2月，改任长治市委书记，担任全国人大代表。2011年1月，改任中共吕梁市委书记。2011年11月，进入副部级官员行列，出任中共山西省委常委。2012年1月，担任山西省委常委、省委秘书长。2013年1月，任山西省委常委、副省长。2014年6月19日，中纪委宣布山西省委常委、副省长杜善学涉嫌严重违纪违法，目前正接受组织调查。2015年2月13日，因其滥用职权、受贿、行贿、通奸，被开除党籍，移送司法机关。
2016年8月30日，江苏省徐州市中级人民法院公开开庭审理了山西省委原常委、省政府原副省长杜善学受贿、行贿、巨额财产来源不明一案。徐州市人民检察院派员出庭支持公诉，被告人杜善学及其辩护人到庭参加诉讼。
徐州市人民检察院指控：2003年至2013年，被告人杜善学利用职务上的便利，为邢利斌担任董事局主席的山西联盛能源有限公司、时任孝义市人民政府党组成员的郭继平等28个单位和个人，在企业经营、职务晋升或调整等事项上提供帮助，直接或者通过其特定关系人等非法收受上述人员给予的财物，共计折合人民币8011.468607万元。2011年，杜善学在山西省委班子换届时，为得到时任山西省政协副主席令政策的推荐、支持，向其行贿10万欧元，折合人民币90.665万元。杜善学对共计折合人民币8961.753551万元的家庭财产不能说明来源。依法应以受贿罪、行贿罪、巨额财产来源不明罪追究杜善学的刑事责任。
2016年12月20日，江苏省徐州市中级人民法院公开宣判，对被告人杜善学以受贿罪、行贿罪、巨额财产来源不明罪，判处无期徒刑，剥夺政治权利终身，并处没收个人全部财产。对杜善学受贿所得财物和来源不明财产及其孳息予以追缴，上缴国库。

## 家庭
杜善学的妻子是原山西省审计厅原党组副书记、副厅长郝素珍，也因涉及贪腐受贿被双开。